# Stănești, Mehedinți
Stănești este un sat ce aparține orașului Baia de Aramă din județul Mehedinți, Oltenia, România.